# Sinal de Müller
Na semiologia médica, Sinal de Müller é a presença de pulsações sistólicas da úvula, característica de insuficiência aórtica.
Vermelhidão e inchaço do véu palatino e das tonsilas também são associados ao sinal segundo algumas fontes .
A origem do nome deste sinal é o médico alemão Friedrich von Müller.